# Валері Бенґіґі
Валері́ Бенґіґі́ (фр. Valérie Benguigui; нар. 6 листопада 1965, Париж, Франція — †2 вересня 2013, Париж, Франція) — французька театральна та кіноакторка, театральна режисерка, співачка. Лауреатка кінопремії Сезар 2013 року за найкращу жіночу роль другого плану у фільмі «Ім'я» .

## Життєпис
Валері Бенґіґі народилася у Парижі 6 листопада 1965 року. Закінчила паризькі Курси Флоран, після чого поступила на роботу у Театр Шайо. Паралельно з роботою в театрі у 1986 році дебютувала на кіноекрані — фільмі Франсіса Юстера «Викрадено Чарлі Спенсера!» (On a volé Charlie Spencer!).
У кіно стала впізнаваною після кінокомедії Тома Жилу «Це правда, якщо я брешу» (1997). Потім були ролі у фільмах: «Просто друзі» Олів'є Накаша, «Який ти прекрасний!» Лізи Азуелос, «Сафарі» Олів'є Бару, «Сім'я Вольберг» Акселя Роперта.
За свою 27-річну кар'єру, що тривала з 1986 до 2013 року, акторка зіграла у понад 40 фільмах та телесеріалах. Одна з найкращих її ролей — Елізабет Ларше у фільмі «Ім'я» (2012), за яку у 2013 році Бенґіґі отримала кінопремію «Сезар» як найкраща акторка другого плану.

## Особисте життя
Валері Бенґіґі була одружена з актором і ресторанним менеджером Еріком Волпером. Мала двох синів — Цезар Волпер і Абрам Волпер.
Валері Бенґіґі померла 2 вересня 2013 року у Парижі після трирічної боротьби з раком молочної залози. Похована на цвинтарі Монпарнас.

## Фільмографія (вибіркова)
| Рік  | Українська назва                       | Оригінальна назва                           | Роль                             |
| ---- | -------------------------------------- | ------------------------------------------- | -------------------------------- |
| 1997 | Рецепт від бідності                    | La Vérité si je mens                        |                                  |
| 1997 | Головою об стіну                       | Droit dans le mur                           | перекладачка                     |
| 1999 | Мій папа, моя мама, мої брати і сестри | Mon père, ma mère, mes frères et mes soeurs | Мартін                           |
| 2000 | Світські леви                          | Jet Set                                     | баронеса                         |
| 2001 | Хаос                                   | Chaos                                       | лікар                            |
| 2001 | Королеви на один день                  | Reines d'un jour                            | Стефані                          |
| 2001 | Грегуар Мулен проти людства            | Grégoire Moulin contre l'humanité           | пані Мулен, мати Григорія Молена |
| 2003 | Сміх і покарання                       | Rire et châtiment — Одрі                    |                                  |
| 2004 | Роль її життя                          | Rôle de sa vie, Le                          | Елен, подруга Клер               |
| 2005 | Просто друзі                           | Je préfère qu'on reste amis                 | Єва                              |
| 2005 | Кавалькада                             | Cavalcade                                   | сексолог                         |
| 2006 | Який ти прекрасний!                    | Comme t'y es belle!                         | Еліс                             |
| 2006 | Як каже Шарлі                          | Selon Charlie                               | мати Шарлі                       |
| 2007 | Життя артиста                          | La Vie d'artiste                            | Соланж                           |
| 2007 | Два життя… плюс ще одне                | Deux vies… plus une                         | Валентина                        |
| 2007 | Ненавиджу чужих дітей                  | Je déteste les enfants des autres           | Луїза                            |
| 2007 | Справжні вихідні                       | Pur week-end                                | Веронік «Веро» Альваро           |
| 2008 | Клас                                   | Entre les murs                              |                                  |
| 2009 | Джек і Джил: Любов на валізах          | Jusqu'à toi                                 | Міріам                           |
| 2009 | Сафари                                 | Safari                                      | Магалі                           |
| 2009 | Сім'я Вольберг                         | La famille Wolberg                          | Маріанна                         |
| 2009 | Свята Вікторія                         | La sainte Victoire                          | Мішель Далембер                  |
| 2010 | Гості мого батька                      | Les invités de mon père                     | Кріна Помель                     |
| 2010 | Офірний цап                            | Tête de turc                                | Єлда                             |
| 2010 | Італієць                               | L'Italien                                   | Елен                             |
| 2011 | 100 мільйонів євро                     | Tuche, Les                                  | Клаудіа                          |
| 2012 | Ім'я                                   | / Le prénom                                 | Елізабет Ларше («Бабу»)          |

## Визнання
| Рік                              | Категорія                      | Фільм | Результат |
| -------------------------------- | ------------------------------ | ----- | --------- |
| Премія «Сезар» (38-ма церемонія) |                                |       |           |
| 2013                             | Найкраща акторка другого плану | Ім'я  | Перемога  |